# Камкинский сельсовет
Камкинский сельсовет — муниципальное образование в Сергачском районе Нижегородской области. Имеет статус сельского поселения. Административный центр — село Камкино.

## История
Статус и границы сельского поселения установлены Законом Нижегородской области от 15 июня 2004 года № 60-З «О наделении муниципальных образований - городов, рабочих посёлков и сельсоветов Нижегородской области статусом городского, сельского поселения».

## Население
| 2002 | 2010  | 2012  | 2013 | 2014 | 2015 | 2016 |
| ---- | ----- | ----- | ---- | ---- | ---- | ---- |
| 1432 | ↘1067 | ↘1006 | ↘968 | ↘938 | ↘883 | ↘844 |
| 2017 | 2018  | 2019  | 2020 | 2021 |      |      |
| ↘800 | ↘780  | ↘759  | ↘751 | ↗900 |      |      |

## Состав сельского поселения
| № | Населённый пункт | Тип населённого пункта       | Население |
| - | ---------------- | ---------------------------- | --------- |
| 1 | Грибаново        | село                         | ↘335      |
| 2 | Игнатово         | село                         | ↘9        |
| 3 | Камкино          | село, административный центр | ↘617      |
| 4 | Луговое          | село                         | ↘106      |
| 5 | Погорелов Майдан | деревня                      | →0        |